# Kvantpsykologi
Kvantpsykologi, en pseudovetenskaplig hypotes som går ut på att kvantmekaniska fenomen såsom tunneleffekten skulle påverka signaler i människans nervsystem och således förklara vårt medvetande och vår fria vilja.
Eftersom de Broglie-våglängden för partiklar är försumbart kort utom vid mycket låga temperaturer (mindre än en kelvin) så ger kvantfysiken inget stöd för kvantpsykologin. Den baserar sig alltså på en kombination av önsketänkande och missförstånd av kvantfysiken.